# توماس بينشون
توماس راجلز بينشون الصغير (Thomas Ruggles Pynchon, Jr). (وُلد في 8 من مايو 1937م) روائي أمريكي. ويشتهر هذا الروائي الحاصل على منحة زميل ماك آرثر، برواياته التي تتسم بالغموض والتعقد. وتضم كلاً من كتاباته في مجال الخيال والكتابات الواقعية بين طياتها مجموعة كبيرة من المواضيع الأساليب الأدبية والأفكار التي تشمل على سبيل المثال لا الحصر) مجالات التاريخ والعلوم والرياضيات. وبالنسبة لأكثر رواياته نيلًا للاستحسان وهي قوس قزح الجاذبية فقد حصل بينشون على جائزة الكتاب الوطنية الأمريكية عن كتب الخيال لعام 1974م المؤسسة الوطنية الأمريكية للكتاب. تم استردادها بتاريخ 29-3-2012. ودائمًا ما يذكر الأمريكيون بأنه يعتبر من المنافسين على جائزة نوبل للأدب.
وقد التحق بينشون المولود في لونغ أيلاند (Long Island) بالخدمة لمدة عامين في بحرية الولايات المتحدة وحصل على الإنجليزية من جامعة كورني (Cornell University). وبعد نشر العديد من القصص القصيرة في أواخر خمسينيات القرن العشرين، بدأ بينشون في تأليف الروايات التي اشتهر بها على أبعد الحدود: 5. (1963م)، بكاء مجموعة 49 (1966م) وقوس قزح الجاذبية (1973م) وميسون ديكسون (1997م). كما يشتهر بينشون أيضًا بالعزلة العميقة التي تكتنفه، فلم يُنشر له إلا عدد قليل جدًا من الصور الفوتوغرافية وقد راجت الإشاعات عن موقعه وهويته منذ ستينيات القرن العشرين.
تستعرض رواية قوس قزح الجاذبية مدى واسعًا من المعرفة، فتتخطى الحدود الفاصلة بين الثقافة العالية والمنخفضة، وبين اللباقة الأدبية واللغة التجديفية، وبين العلم والتأمل ما وراء الطبيعي. تقاسمت جائزة الكتاب الوطني الأمريكية عن فئة الخيال لعام 1974 مع كتاب تاج من الريش وقصص أخرى لإساك باشفيس زينغر. وعلى الرغم من اختيارها من قبل لجنة جائزة بوليتزر عن فئة الأعمال الخيالية للحصول على الجائزة، فقد استاء المجلس الاستشاري للجائزة من محتوى الرواية، ووصف أجزاءً منها بأنها «لا تُقرأ» و«محتقنة» و«مبالَغ في تنميقها»، بل حتى «فاحشة»، وبذلك حُجبت جائزة بوليتزر عن فئة الأعمال الخيالية ذلك العام. ورُشحت الرواية لجائزة نيبولا عن فئة أفضل رواية لعام 1973.
أوردت مجلة تايم رواية قوس قزح الجاذبية في قائمتها لـ«أعظم مئة رواية في التاريخ»، وهي قائمة تتضمن أفضل الروايات باللغة الإنجليزية بين عامي 1923 و2005، ويعتبرها العديد من النقاد واحدة من أعظم الروايات الأمريكية التي كُتبت.

## البنية والتقسيم الزمني

### العنوان
يعلن عنوان الرواية عن طموحها، ويسلط الضوء على التذبذب بين الهلاك والحرية، الأمر الذي يعبر عنه الكتاب في كل أجزائه. ويُعد عنوان رواية قوس قزح الجاذبية مثالًا واضحًا على غزارة المعاني التي تُعتبر سمة مميزة لأعمال بينشون خلال سنواته المبكرة، إذ تشير إلى:
- المسار المكافئ لصواريخ فاو 2: أي الطريق ذو «شكل قوس القزح» الذي يسلكه الصاروخ عند تحركه تحت تأثير الجاذبية، بعد إيقاف المحرك.
- الشكل السردي القوسي الذي تنتهجه الحبكة: إذ وجد نقاد –مثل فايزنبرغر- أن هذا المسار حلقي أو دائري، مثل الشكل الحقيقي لقوس القزح. وهذا يسير على خطى التراث الأدبي لجيمس جويس في روايته يقظة فينيغان وهرمان ملفيل في روايته رجل الثقة.[5]
- النموذج الإحصائي للآثار الناتجة عن القنابل الصاروخية، الأمر الذي يُستحضر بشكل متكرر خلال الرواية عن طريق الإشارة إلى توزيع بواسون.
- إدخال العشوائية إلى علم الفيزياء من خلال تطوير ميكانيكا الكم، الأمر الذي دحض افتراض حتمية الكون.

التأثير المحرك للفناء على المخيلة البشرية.

## وصلات خارجية
- توماس بينشون على موقع IMDb (الإنجليزية)
- توماس بينشون على موقع الموسوعة البريطانية (الإنجليزية)
- توماس بينشون على موقع مونزينجر (الألمانية)
- توماس بينشون على موقع ميوزك برينز (الإنجليزية)
- توماس بينشون على موقع إن إن دي بي (الإنجليزية)
- توماس بينشون على موقع ديسكوغز (الإنجليزية)
- توماس بينشون على موقع قاعدة بيانات الفيلم (الإنجليزية)

الوصلات التالية تم التحقق منها في آخر مرة بتاريخ 13 يناير 2010.
- Literary Encyclopedia biography
- The Thomas Pynchon Wiki
- Thomas Pynchon - ThomasPynchon.com
- Pynchon Notes، صحيفة تديرها Miami University في Oxford, Ohio
- The ZONE نسخة محفوظة 18 أغسطس 2017 على موقع واي باك مشين.، مجلة يونانية ركزت على أعمال توماس بينشون.
- Orbit: Writing Around Pynchon، وصول جديد مُتاح، صحيفة إلكترونية يراجعها الأقران لأعمال المنح العلمية المتعلقة بكتابات توماس بينشين والحقول المجاورة.
- San Narciso Pynchon Page, أُستضيفت في Claremont, California, «مدينة تشبه إلى حد بعيد، في حقيقة الأمر، San Narciso»
- Spermatikos Logos
- Images of first appearances of Pynchon works نسخة محفوظة 6 أبريل 2015 على موقع واي باك مشين.
- Official UK publisher's site
- The Pynchon-L mailing list نسخة محفوظة 11 مارس 2021 على موقع واي باك مشين.
- Daily Telegraph article with Pynchon letter
- Thomas Pynchon: a journey into the mind of p. نسخة محفوظة 30 نوفمبر 2007 على موقع واي باك مشين. بطولة فوسكو ودوناتيلو دوبيني
- The Ancestry of Novelist Thomas Pynchon
- Thomas Pynchon: An Inventory of His Collection at the Harry Ransom Humanities Research Center
- Thomas Pynchon: Man of Mystery
- Thomas Pynchon at IMDb